# Pier Luigi Vestrini
Pier Luigi Vestrini (Florencia, 26 de enero de 1905-Rosignano Marittimo, 30 de noviembre de 1989) fue un deportista italiano que compitió en remo. Fue hermano de los también remeros Roberto Vestrini y Renzo Vestrini.
Ganó cuatro medallas en el Campeonato Europeo de Remo entre los años 1926 y 1929.

## Palmarés internacional
| Campeonato Europeo | Campeonato Europeo  | Campeonato Europeo | Campeonato Europeo |
| Año                | Lugar               | Medalla            | Prueba             |
| ------------------ | ------------------- | ------------------ | ------------------ |
| 1926               | Lucerna (Suiza)     | Medalla de plata   | Dos con timonel    |
| 1927               | Como (Italia)       | Medalla de oro     | Dos sin timonel    |
| 1927               | Como (Italia)       | Medalla de oro     | Dos con timonel    |
| 1929               | Bydgoszcz (Polonia) | Medalla de oro     | Dos con timonel    |